# ハンドボールイタリア代表
ハンドボールイタリア代表はイタリアハンドボール連盟(FIGH)によって編成されるイタリアのハンドボールナショナルチームである。欧州ハンドボール連盟(EHF)に所属する。

## 成績

### 世界選手権
- 1997年：18位

### 欧州選手権
- 1998年：11位